# Peperomia klopfensteinii
Peperomia klopfensteinii är en pepparväxtart som beskrevs av Pino & Cieza. Peperomia klopfensteinii ingår i släktet peperomior, och familjen pepparväxter. Inga underarter finns listade i Catalogue of Life.